# Comuna de Ostrów Lubelski
Ostrów Lubelski (polaco: Gmina Ostrów Lubelski) é uma gminy (comuna) na Polónia, na voivodia de Lublin e no condado de Lubartowski. A sede do condado é a cidade de Ostrów Lubelski.
De acordo com os censos de 2004, a comuna tem 5649 habitantes, com uma densidade 46,4 hab/km².

## Área
Estende-se por uma área de 121,7 km², incluindo:
- área agricola: 68%
- área florestal: 18%

## Demografia
Dados de 30 de Junho 2004:
|                      | Total   | Total | Mulheres | Mulheres | Homens  | Homens |
| -------------------- | ------- | ----- | -------- | -------- | ------- | ------ |
|                      | pessoas | %     | pessoas  | %        | pessoas | %      |
| População            | 5649    | 100   | 2842     | 50,3     | 2807    | 49,7   |
| Densidade (pop./km²) | 46,4    | 100   | 23,4     | 23,4     | 23,1    | 23,1   |

De acordo com dados de 2002, o rendimento médio per capita ascendia a 1286,05 zł.

## Subdivisões
- Bójki, Jamy, Kaznów, Kaznów-Kolonia, Kolechowice Drugie, Kolechowice Pierwsze, Kolechowice-Folwark, Kolechowice-Kolonia, Rozkopaczew, Rudka Kijańska, Wólka Stara Kijańska.

## Comunas vizinhas
- Ludwin, Niedźwiada, Parczew, Serniki, Spiczyn, Uścimów